# クルン・トンブリー駅
クルン・トンブリー駅（タイ語:สถานีกรุงธนบุรี）は、タイ王国バンコク都クローンサーン区にある、バンコク・スカイトレイン（BTS）の駅である。シーロム線とゴールドラインの2路線が乗り入れる。

## 概要
- 2009年5月15日 - シーロム線がサパーンタークシンからウォンウィアン・ヤイまで延長されたことに伴い開業した。
- 2020年12月16日 - ゴールドラインの駅が開業。

## 駅構造
シーロム線・ゴールドライン共に高架式3層構造で地上部分はクルン・トンブリー通りとなっており、2階部分は改札・連絡通路、3階部分はホーム階となっている。シーロム線とゴールドラインの乗り換えは改札外乗り換えとなる。プラットホームはシーロム線は相対式ホーム2面2線、ゴールドラインは島式ホーム1面2線を有する。また、ゴールドライン2番線の横に洗車用の線路が設けられている。

### のりば
| 番線 | 路線            | 行先                                                 |
| ---- | --------------- | ---------------------------------------------------- |
| 1・2 | ■ゴールドライン | クローンサーン方面                                   |
| 3    | ■シーロム線     | ウォンウィアン・ヤイ、バーンワー方面                 |
| 4    | ■シーロム線     | サラデーン、サイアム、サナームキラーヘンチャート方面 |

## 駅周辺
- モンクット王工科大学トンブリー校
- シン・サトーンタワー（タイ語版、英語版）
- セーナーフェスト（ショッピングモール）
- スアンパシャロエムプラキアット公園
- ibis バンコク リバーサイド（ホテル）
- ザ・ペニンシュラ・バンコク（ホテル）
- ワット・トーンプレーン（タイ語版）
- ワット・スワン
- タークシン橋

## 隣の駅
バンコク・スカイトレイン
■シーロム線
サパーンタークシン駅 (S6) - クルン・トンブリー駅 (S7) - ウォンウィアン・ヤイ駅 (S8)
■ゴールドライン
クルン・トンブリー駅 (G1) - チャルンナコーン駅 (G2)